# بول كوفمان
بول كوفمان (بالألمانية: Paul Kaufmann) (و. 1890 – 1982 م) هو عالم عقيدة، من ألمانيا، توفي عن عمر يناهز 92 عاماً.

## جوائز
حصل على جوائز منها:
- وسام استحقاق جمهورية ألمانيا الاتحادية.